# Lettre à Christophe de Beaumont
La Lettre à Christophe de Beaumont est une lettre adressée par le philosophe et écrivain Jean-Jacques Rousseau à l'archevêque de Paris, Christophe de Beaumont en réponse au mandement de ce dernier. Elle est parue en mars 1763 chez un éditeur d'Amsterdam.
Utilisant le même artifice que dans sa Lettre à D'Alembert, le titre complet de la lettre est : Jean-Jacques Rousseau, Citoyen de Genève à Christophe de Beaumont, Archevêque de Paris, Duc de Saint-Cloud, Pair de France, Commandeur de l'ordre du Saint-Esprit, Proviseur de la Sorbonne, etc...

## Contexte
À la suite de la parution de l'Émile, l'archevêque fait publier le mandement qui condamne les idées déistes de Rousseau le 28 août 1762. Rousseau a déjà quitté la France sous la menace d'une prise de corps décrétée par le Parlement de Paris.
C'est donc de Môtiers où il s'est réfugié que Rousseau répond à son adversaire. Il fait l'apologie de la religion naturelle, s'estimant sincèrement chrétien conformément à l'enseignement de Jésus-Christ et non des prêtres. Il récuse le péché originel et les miracles. Comme dans la Profession de foi du vicaire savoyard, il défend la tolérance et la liberté de penser. Le ton est polémique et vivement antipapiste dans un souci de plaire aux pasteurs protestants. Dans une comparaison entre les religions, Rousseau explicitait la conformité du protestantisme à la religion naturelle.